# NGC 527
NGC 527 is een balkspiraalstelsel in het sterrenbeeld Beeldhouwer. Het hemelobject ligt 244 miljoen lichtjaar (74,7 × 106 parsec) van de Aarde verwijderd en werd op 1 september 1834 ontdekt door de Britse astronoom John Herschel. In de buurt ligt het sterrenstelsel NGC 527B.

## Synoniemen
- GC 310
- 2MASX J01235812-3506545
- ESO 352-68
- h 2409
- MCG -06-04-021
- PGC 5141 / 5128